# Iurie
Iurie ist ein in Moldau gebräuchlicher rumänischer männlicher Vorname.

## Namensträger

### Vorname
- Iurie Darie (1929–2012), rumänischer Schauspieler
- Iurie Leancă (* 1963), moldauischer Diplomat und Politiker
- Iurie Livandovschi (* 1988), moldauischer Fußballspieler
- Iurie Roșca (* 1961), moldauischer Politiker

### Familienname
- Arcan Iurie (* 19**), moldauischer Fußballmanager